# Graeagle
Graeagle es un lugar designado por el censo en el condado de Plumas en el estado estadounidense de California. En el año 2000 tenía una población de 831 habitantes y una densidad poblacional de 28 personas por km².

## Geografía
Graeagle se encuentra ubicado en las coordenadas 39°45′52″N 120°37′24″O / 39.76444, -120.62333. Según la Oficina del Censo, la ciudad tiene un área total de 29 km² (11,2 mi²), de la cual 28,8 km² (11,1 mi²) es tierra y 0,2 km² (0,1 mi²) (0.54%) es agua.

## Demografía
Según la Oficina del Censo en 2000 los ingresos medios por hogar en la localidad eran de $55,385, y los ingresos medios por familia eran $59,327. Los hombres tenían unos ingresos medios de $39,219 frente a los $24,028 para las mujeres. La renta per cápita para la localidad era de $25,199. Alrededor del 5.7% de la población estaban por debajo del umbral de pobreza.